# Konsensus pluralistyczny
Konsensus pluralistyczny – jeden z rodzajów konsensusu w etyce, obok konsensusu częściowego.
W etyce potrzeba szukania i osiągania konsensusu uwarunkowania jest różnorodnością poglądów osób biorących udział w dyskursie etycznym, w tym bioetycznym. Wynika ona z odmiennych poglądów członków współczesnych demokratycznych społeczeństw, a co za tym idzie, reprezentujących je osób. Sprawia to, że nie można przy opracowywaniu wiążących regulacji odwoływać się do jednej tylko teorii etycznej, a głosowanie nad nimi budzi sprzeciw.
Zagadnienia takie poddaje się raczej dyskusji, z której dzięki kompromisom debatujących stron może wyłaniać się pewne wspólne stanowisko, będące właśnie konsensusem pluralistycznym.
Kazimierz Szewczyk podaje szereg wad tworzenia takiego kompromisu. Uważa on, że droga do konsensusu pluralistycznego pociąga za sobą zbyt duże uspołecznienie dyskursu etycznego. W jego opinii miejsce moralności zajmuje tutaj pewna praktyka powołująca normy etyczne. W rezultacie zasady moralne pochodzą już tylko z nadania społecznego, nie ma innych ich uzasadnień. W dodatku optujący za takimi a takimi normami muszą zrezygnować z części swych przekonań moralnych, by osiągnąć konsensus. W takim wypadku ich pochodzenie jest dokładnie takie samo, jak w przypadku norm prawnych, związanych z polityką. Dyskurs etyczny zanika, stając się częścią dyskursu prawno-politycznego, a sam konsensus pluralistyczny staje się właściwie konsensusem politycznym. W rezultacie członkowie dyskursu rezygnują ze swych przekonań moralnych dla celów politycznych.